# Marrakech du rire
Le Marrakech du rire est un festival international annuel d'humour qui se tient chaque année depuis 2011 à Marrakech, au Maroc. Il réunit de nombreux humoristes francophones et internationaux. Le festival a été créé par le comédien franco-marocain Jamel Debbouze.
Le festival est diffusé chaque année à la télévision française, principalement sur la chaîne M6. Il rassemble de nombreux humoristes francophones, ainsi que des artistes internationaux, dans une programmation mêlant spectacles d'humour, stand-up et performances scéniques.
Les éditions 2020 et 2021 ont été annulées en raison de la pandémie de Covid-19. Les éditions 2023 et 2024 ont également été annulées, cette fois en raison de travaux de restauration au Palais El Badi, lieu emblématique où se tient traditionnellement l’événement. Généralement, le coût d'organisation du festival est estimé à environ 3 millions d'euros par édition, couvrant la production, la logistique et l’accueil des artistes.

## Description
Créé en 2011 par Jamel Debbouze, cet événement est devenu un rendez-vous incontournable pour les amateurs de comédie du monde entier. Le festival se déroule généralement en juin et rassemble des humoristes de divers horizons, proposant une variété de spectacles allant du stand-up aux sketches en passant par des performances théâtrales. Il se déroule dans des lieux emblématiques de la ville, tels que le Palais El Badi et le Théâtre Royal, offrant un cadre exceptionnel pour les représentations.
Le festival se distingue par son ambiance conviviale et festive, attirant à la fois des artistes de renom et des talents émergents. Chaque édition présente un mélange de styles humoristiques, permettant au public de découvrir différentes cultures et approches de la comédie. Les spectacles sont principalement en français, mais le festival accueille également des artistes s'exprimant en arabe, anglais et d'autres langues, reflétant la diversité linguistique de son audience. En plus des spectacles de stand-up, le festival inclut souvent des projections de films comiques, des ateliers et des rencontres avec les artistes, créant ainsi un espace d'échange et de partage autour de l'humour.

Le succès du "Marrakech Du Rire" dépasse les frontières du Maroc, avec une large couverture médiatique et une diffusion internationale, notamment sur les chaînes de télévision francophones. L'événement contribue également au rayonnement culturel de Marrakech et au développement du tourisme dans la région. Grâce à son impact culturel et économique, le festival joue un rôle important dans la promotion de l'humour comme vecteur de dialogue et de rapprochement entre les peuples. Chaque année, il attire des milliers de spectateurs, renforçant ainsi son statut de festival d'humour de premier plan sur la scène mondiale.

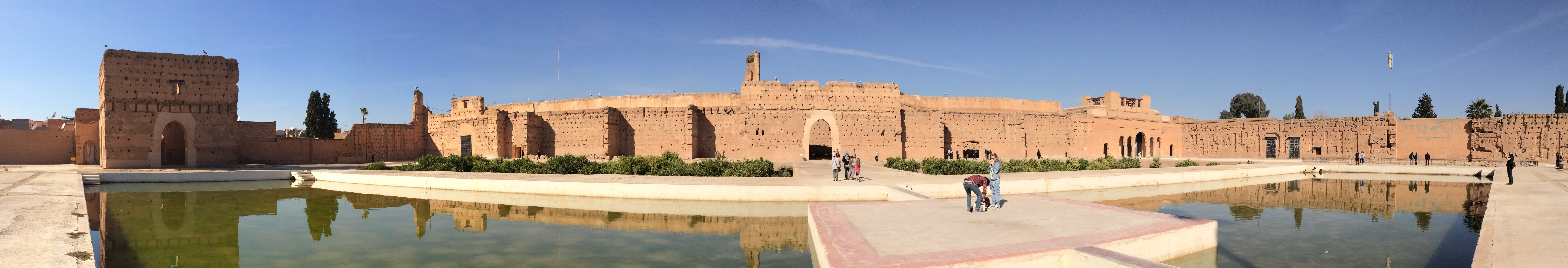
Vue panoramique du Palais El Badi

## Liste des participants
| Nom de l'artiste         | 2011 - 1re édition | 2012 - 2e édition | 2013 - 3e édition | 2014 - 4e édition | 2015 - 5e édition | 2016 - 6e édition | 2017 - 7e édition | 2018 - 8e édition | 2019 - 9e édition | 2022 - 10e édition | Nombre de participations |
| ------------------------ | ------------------ | ----------------- | ----------------- | ----------------- | ----------------- | ----------------- | ----------------- | ----------------- | ----------------- | ------------------ | ------------------------ |
| Jamel Debbouze           | Oui                | Oui               | Oui               | Oui               | Oui               | Oui               | Oui               | Oui               | Oui               | Oui                | 10                       |
| DJ Abdel                 | Oui                | Oui               | Oui               | Oui               | Oui               | Oui               | Oui               | Oui               | Oui               | Oui                | 10                       |
| Fatsah Bouyahmed         | Oui                | Oui               | Oui               | Oui               | Oui               | Oui               | Oui               | Oui               |                   | Oui                | 9                        |
| Gad Elmaleh              | Oui                | Oui               |                   |                   | Oui               | Oui               | Oui               | Oui               | Oui               |                    | 7                        |
| Élie Semoun              | Oui                |                   |                   |                   | Oui               | Oui               | Oui               | Oui               | Oui               | Oui                | 7                        |
| Malik Bentalha           | Oui                | Oui               | Oui               | Oui               |                   |                   |                   | Oui               |                   |                    | 5                        |
| Franck Dubosc            |                    | Oui               | Oui               | Oui               | Oui               | Oui               |                   |                   |                   |                    | 5                        |
| Waly Dia                 |                    |                   | Oui               | Oui               |                   | Oui               |                   |                   | Oui               | Oui                | 5                        |
| Jeff Panacloc            |                    |                   | Oui               | Oui               |                   |                   | Oui               | Oui               |                   | Oui                | 5                        |
| Redouanne Harjane        | Oui                | Oui               |                   |                   | Oui               |                   |                   |                   |                   | Oui                | 4                        |
| Kev Adams                | Oui                |                   | Oui               |                   |                   |                   |                   | Oui               |                   | Oui                | 4                        |
| Ary Abittan              |                    | Oui               | Oui               |                   |                   |                   | Oui               |                   | Oui               |                    | 4                        |
| Michaël Youn             |                    |                   | Oui               | Oui               | Oui               |                   |                   |                   |                   | Oui                | 4                        |
| Booder                   |                    |                   |                   |                   |                   |                   | Oui               | Oui               | Oui               | Oui                | 4                        |
| Florence Foresti         | Oui                |                   |                   | Oui               |                   |                   |                   |                   | Oui               |                    | 3                        |
| Rachid Badouri           |                    | Oui               | Oui               |                   |                   |                   | Oui               |                   |                   |                    | 3                        |
| Caroline Vigneaux        |                    |                   |                   | Oui               |                   |                   |                   |                   | Oui               | Oui                | 3                        |
| Alban Ivanov             |                    |                   |                   |                   | Oui               | Oui               | Oui               |                   |                   |                    | 3                        |
| Paul Séré                |                    |                   |                   |                   |                   | Oui               | Oui               | Oui               |                   |                    | 3                        |
| Ahmed Sylla              |                    |                   |                   |                   |                   | Oui               |                   | Oui               |                   | Oui                | 3                        |
| Jean-François Cayrey     | Oui                | Oui               |                   |                   |                   |                   |                   |                   |                   |                    | 2                        |
| R-Style                  | Oui                | Oui               |                   |                   |                   |                   |                   |                   |                   |                    | 2                        |
| Omar Sy                  | Oui                | Oui               |                   |                   |                   |                   |                   |                   |                   |                    | 2                        |
| Patrick Timsit           | Oui                |                   |                   | Oui               |                   |                   |                   |                   |                   |                    | 2                        |
| Tony Saint Laurent       |                    | Oui               |                   | Oui               |                   |                   |                   |                   |                   |                    | 2                        |
| Anthony Kavanagh         |                    |                   | Oui               |                   | Oui               |                   |                   |                   |                   |                    | 2                        |
| Kad Merad                |                    |                   |                   | Oui               |                   |                   |                   |                   |                   | Oui                | 2                        |
| Nadia Roz                |                    |                   |                   |                   | Oui               |                   | Oui               |                   |                   |                    | 2                        |
| Éric Antoine             |                    |                   |                   |                   | Oui               |                   |                   | Oui               |                   |                    | 2                        |
| Nawell Madani            |                    |                   |                   |                   | Oui               |                   |                   |                   |                   | Oui                | 2                        |
| Anne Roumanoff           |                    |                   |                   |                   |                   | Oui               |                   | Oui               |                   |                    | 2                        |
| Wahid Bouzidi            |                    |                   |                   |                   |                   |                   | Oui               | Oui               |                   |                    | 2                        |
| Camille Lellouche        |                    |                   |                   |                   |                   |                   |                   | Oui               |                   | Oui                | 2                        |
| Jarry                    |                    |                   |                   |                   |                   |                   |                   |                   | Oui               | Oui                | 2                        |
| Abdelkader Secteur       | Oui                |                   |                   |                   |                   |                   |                   |                   |                   |                    | 1                        |
| Shirley Souagnon         | Oui                |                   |                   |                   |                   |                   |                   |                   |                   |                    | 1                        |
| Fred Testot              | Oui                |                   |                   |                   |                   |                   |                   |                   |                   |                    | 1                        |
| Zinédine Zidane          | Oui                |                   |                   |                   |                   |                   |                   |                   |                   |                    | 1                        |
| Ceremonia Maroc          |                    | Oui               |                   |                   |                   |                   |                   |                   |                   |                    | 1                        |
| Jérôme Commandeur        |                    | Oui               |                   |                   |                   |                   |                   |                   |                   |                    | 1                        |
| François-Xavier Demaison |                    | Oui               |                   |                   |                   |                   |                   |                   |                   |                    | 1                        |
| Julie Ferrier            |                    | Oui               |                   |                   |                   |                   |                   |                   |                   |                    | 1                        |
| Gamarjobat (en)          |                    | Oui               |                   |                   |                   |                   |                   |                   |                   |                    | 1                        |
| Virginie Hocq            |                    | Oui               |                   |                   |                   |                   |                   |                   |                   |                    | 1                        |
| Bérengère Krief          |                    | Oui               |                   |                   |                   |                   |                   |                   |                   |                    | 1                        |
| Pascal Obispo            |                    | Oui               |                   |                   |                   |                   |                   |                   |                   |                    | 1                        |
| Stromae                  |                    | Oui               |                   |                   |                   |                   |                   |                   |                   |                    | 1                        |
| Amel Bent                |                    |                   | Oui               |                   |                   |                   |                   |                   |                   |                    | 1                        |
| Big Ali                  |                    |                   | Oui               |                   |                   |                   |                   |                   |                   |                    | 1                        |
| D'Jal                    |                    |                   | Oui               |                   |                   |                   |                   |                   |                   |                    | 1                        |
| Jérémy Ferrari           |                    |                   | Oui               |                   |                   |                   |                   |                   |                   |                    | 1                        |
| Hakim Ghorab             |                    |                   | Oui               |                   |                   |                   |                   |                   |                   |                    | 1                        |
| Kamel le Magicien        |                    |                   | Oui               |                   |                   |                   |                   |                   |                   |                    | 1                        |
| Jonathan Lambert         |                    |                   | Oui               |                   |                   |                   |                   |                   |                   |                    | 1                        |
| Audrey Lamy              |                    |                   | Oui               |                   |                   |                   |                   |                   |                   |                    | 1                        |
| Philippe Leygnac         |                    |                   | Oui               |                   |                   |                   |                   |                   |                   |                    | 1                        |
| Patrice Thibaud          |                    |                   | Oui               |                   |                   |                   |                   |                   |                   |                    | 1                        |
| Max Boublil              |                    |                   |                   | Oui               |                   |                   |                   |                   |                   |                    | 1                        |
| Arnaud Ducret            |                    |                   |                   | Oui               |                   |                   |                   |                   |                   |                    | 1                        |
| Cyril Hanouna            |                    |                   |                   | Oui               |                   |                   |                   |                   |                   |                    | 1                        |
| Baptiste Lecaplain       |                    |                   |                   | Oui               |                   |                   |                   |                   |                   |                    | 1                        |
| Foudil Kaibou            |                    |                   |                   |                   | Oui               |                   |                   |                   |                   |                    | 1                        |
| Michaël Gregorio         |                    |                   |                   |                   | Oui               |                   |                   |                   |                   |                    | 1                        |
| Maître Gims              |                    |                   |                   |                   | Oui               |                   |                   |                   |                   |                    | 1                        |
| Arnaud Tsamere           |                    |                   |                   |                   | Oui               |                   |                   |                   |                   |                    | 1                        |
| Les Twins                |                    |                   |                   |                   | Oui               |                   |                   |                   |                   |                    | 1                        |
| Fills Monkey             |                    |                   |                   |                   |                   | Oui               |                   |                   |                   |                    | 1                        |
| Marc-Antoine Le Bret     |                    |                   |                   |                   |                   | Oui               |                   |                   |                   |                    | 1                        |
| Ibrahim Maalouf          |                    |                   |                   |                   |                   | Oui               |                   |                   |                   |                    | 1                        |
| Antonia de Rendinger     |                    |                   |                   |                   |                   | Oui               |                   |                   |                   |                    | 1                        |
| Stéphane Rotenberg       |                    |                   |                   |                   |                   | Oui               |                   |                   |                   |                    | 1                        |
| Soprano                  |                    |                   |                   |                   |                   | Oui               |                   |                   |                   |                    | 1                        |
| Younès et Bambi          |                    |                   |                   |                   |                   | Oui               |                   |                   |                   |                    | 1                        |
| Yann-Alrick Mortreuil    |                    |                   |                   |                   |                   |                   | Oui               |                   |                   |                    | 1                        |
| Kevin Razy               |                    |                   |                   |                   |                   |                   | Oui               |                   |                   |                    | 1                        |
| Chantal Ladesou          |                    |                   |                   |                   |                   |                   | Oui               |                   |                   |                    | 1                        |
| Charlotte Gabris         |                    |                   |                   |                   |                   |                   | Oui               |                   |                   |                    | 1                        |
| Bruno Salomone           |                    |                   |                   |                   |                   |                   | Oui               |                   |                   |                    | 1                        |
| Paul Taylor              |                    |                   |                   |                   |                   |                   | Oui               |                   |                   |                    | 1                        |
| Tony et Jordan           |                    |                   |                   |                   |                   |                   | Oui               |                   |                   |                    | 1                        |
| Ramzy Bedia              |                    |                   |                   |                   |                   |                   |                   | Oui               |                   |                    | 1                        |
| Michèle Laroque          |                    |                   |                   |                   |                   |                   |                   | Oui               |                   |                    | 1                        |
| Farid Chamekh            |                    |                   |                   |                   |                   |                   |                   | Oui               |                   |                    | 1                        |
| Roman Frayssinet         |                    |                   |                   |                   |                   |                   |                   | Oui               |                   |                    | 1                        |
| Élodie Poux              |                    |                   |                   |                   |                   |                   |                   | Oui               |                   |                    | 1                        |
| Donel Jack'sman          |                    |                   |                   |                   |                   |                   |                   |                   | Oui               |                    | 1                        |
| Bun Hay Mean             |                    |                   |                   |                   |                   |                   |                   |                   | Oui               |                    | 1                        |
| Inès Reg                 |                    |                   |                   |                   |                   |                   |                   |                   | Oui               |                    | 1                        |
| Bigflo et Oli            |                    |                   |                   |                   |                   |                   |                   |                   | Oui               |                    | 1                        |
| Manal                    |                    |                   |                   |                   |                   |                   |                   |                   | Oui               |                    | 1                        |
| Lisa Zimouche            |                    |                   |                   |                   |                   |                   |                   |                   | Oui               |                    | 1                        |
| Kylian Mbappé            |                    |                   |                   |                   |                   |                   |                   |                   |                   | Oui                | 1                        |
| Michel Boujenah          |                    |                   |                   |                   |                   |                   |                   |                   |                   | Oui                | 1                        |
| Dany Boon                |                    |                   |                   |                   |                   |                   |                   |                   |                   | Oui                | 1                        |
| Paul Mirabel             |                    |                   |                   |                   |                   |                   |                   |                   |                   | Oui                | 1                        |
| Ilyes Djadel             |                    |                   |                   |                   |                   |                   |                   |                   |                   | Oui                | 1                        |
| Maxime Gasteuil          |                    |                   |                   |                   |                   |                   |                   |                   |                   | Oui                | 1                        |
| Julien Lansiaux          |                    |                   |                   |                   |                   |                   |                   |                   |                   | Oui                | 1                        |

## Audiences
| Année | Jour de diffusion        | Nombre de téléspectateurs | Part de marché (sur les 4 ans et plus) | Classement des audiences | Référence |
| ----- | ------------------------ | ------------------------- | -------------------------------------- | ------------------------ | --------- |
| 2011  | Jeudi 15 septembre 2011  | 2 898 000                 | 12,2 %                                 | 3e                       | [ 8 ]     |
| 2012  | Samedi 30 juin 2012      | 2 071 000                 | 11,1 %                                 | 3e                       | [ 9 ]     |
| 2013  | Jeudi 20 juin 2013       | 3 478 000                 | 14,3 %                                 | 2e                       | [ 10 ]    |
| 2014  | Jeudi 26 juin 2014       | 3 458 000                 | 15,9 %                                 | 2e                       | [ 11 ]    |
| 2015  | Mercredi 24 juin 2015    | 3 323 000                 | 16,5 %                                 | 2e                       | [ 12 ]    |
| 2016  | Mercredi 29 juin 2016    | 3 603 000                 | 17,1 %                                 | 2e                       | [ 13 ]    |
| 2017  | Mercredi 12 juillet 2017 | 3 407 000                 | 19,2 %                                 | 1er                      | [ 14 ]    |
| 2018  | Jeudi 5 juillet 2018     | 2 594 000                 | 14 %                                   | 2e                       | [ 15 ]    |
| 2019  | Mercredi 10 juillet 2019 | 2 774 000                 | 16,8 %                                 | 2e                       | [ 16 ]    |
| 2022  | Mardi 19 juillet 2022    | 2 957 000                 | 19,9 %                                 | 2e                       | [ 17 ]    |

Légende :
- plus hauts scores d'audiences
- plus bas scores d'audiences